# Balonga
Balonga là chi thực vật có hoa trong họ Annonaceae.